# Ceratosàurids
Els ceratosàurids (Ceratosauridae) són una família de dinosaures teròpodes pertanyents a l'infraordre Ceratosauria. L'espècie tipus, Ceratosaurus, fou trobada per primera vegada a les roques juràssiques de Nord-amèrica. Els ceratosàurids tan sols comprenen els gèneres Ceratosaurus i Genyodectes.

## Classificació
- Subordre Theropoda
  - Infraorder Ceratosauria
    - Família Ceratosauridae
      - Genyodectes
      - Ceratosaurus